# Андрейково (Нікулинське сільське поселення, Калінінський район)
Андрейково (рос. Андрейково) — присілок в Калінінському районі Тверської області Російської Федерації.
Населення становить 23 особи. Входить до складу муніципального утворення Нікулинське сільське поселення.

## Історія
Від 2005 року входить до складу муніципального утворення Нікулинське сільське поселення.

## Населення
| 2010 |
| ---- |
| 23   |